# Coggeshall
Koordinaten: 51° 52′ N, 0° 41′ O
Coggeshall ist eine Kleinstadt in Essex in England (Großbritannien). Es liegt zwischen Colchester und Braintree und in der Nähe von Ipswich. In Coggeshall lag das Zisterzienserkloster Coggeshall Abbey. Die Stadt ist als Marktstadt für seine alten Gebäude und Antikgeschäfte bekannt. Sie wurde auch durch die BBC-Serie Lovejoy bekannt, welche in der Stadt und in der Umgebung aufgenommen wurde.

## Persönlichkeiten
- William Cawthorne Unwin (1838–1933), Wasserbauingenieur